# Kubinyi András
Kubinyi András (Budapest, 1929. január 28. – Budapest, 2007. november 9.) magyar történész, régész, középkorkutató, egyetemi tanár, a Magyar Tudományos Akadémia rendes tagja.

## Származása
A nemesi származású felsőkubinyi és deményfalvi Kubinyi család leszármazottja. A Kubinyi család első említése 1288-ból maradt fenn. A család Ete nevű ősétől származik a família deménfalvi ága. Ennek ismert alakja volt Máté, (1497-1535) a család nyolcadik nemzedékének tagja. Kubinyi András volt a család deménfalvi ágának utolsó tagja.
Kubinyi András édesapja dr. Kubinyi Aladár (1893-1970) ügyvéd és édesanyja Oszvald Margit volt. Apai nagyszülei a felvidéki Várgedén laktak: nagyapja Kubinyi Ferenc (1848-1919) gömör-kishonti tiszti főügyész és nagyanyja deménfalvi Kubinyi Gizella (1855-?) volt.

## Életpályája
1947-ben érettségizett, majd beiratkozott a Pázmány Péter Tudományegyetemre, ahol 1947–1948-ban az Eötvös Kollégium tagja volt. Mesterei Kosáry Domokos, Kumorovitz L. Bernát és Léderer Emma voltak. 1951-ben szerzett középiskolai tanári diplomát az addigra már Eötvös Loránd Tudományegyetemnek hívott intézményben.
Diplomájának megszerzése után Békéscsabán kapott általános iskolai tanári állást, majd 1952-től a Miskolci Állami Levéltárban dolgozott levéltárosként. 1954-ben a Budapesti Történeti Múzeum Középkori Osztályához került munkatársi rangban. 1969-ben az osztály vezetésével bízták meg.
1978-ban távozott a múzeumból és elfogadta az Eötvös Loránd Tudományegyetem (ELTE) régészeti tanszékének ajánlatát, ahol egyetemi docensként kezdett el oktatni. A tanszéken már 1963 óta tartott órákat. 1988-ban kapott egyetemi tanári kinevezést. Mócsy András 1987-ben bekövetkezett halála után az újonnan megalakult középkori és kora újkori régészeti tanszéken oktatott. 1990-ben vette át a tanszék vezetését, amelyet 1994-ig tartott meg. 1999-ben nyugdíjba vonult, majd 2001-ben professor emeritus címet kapott. Ezenkívül 1995 és 1998 között a Miskolci Egyetem történeti tanszékén volt egyetemi tanár.
1970-ben védte meg a történettudományok kandidátusi, 1986-ban akadémiai doktori értekezését. Az MTA Történettudományi Bizottságának, a Régészeti Bizottságnak, valamint a Művelődéstörténeti Bizottságnak lett tagja, utóbbinak alelnöke is volt. 1990-ig a középkori régészeti albizottság, 1990-től haláláig az egyháztörténeti albizottság elnöke volt. 2001-ben megválasztották a Magyar Tudományos Akadémia levelező, 2007-ben pedig rendes tagjává. A Szent István Akadémia is felvette tagjai sorába. Rendes taggá választása után pár hónappal hunyt el.

## Munkássága
Fő kutatási területe a Mátyás-, illetve Jagelló-kori Magyarország, a középkori várostörténet, valamint a mindennapi élet és az anyagi kultúra története.
A prozopográfia (az életrajz-összevetésből való következtetéslevonás) alkalmazásának egyik fő propagálója volt, maga is használta a módszert a középkor közéleti (politikai, egyházi, városi) vezetőinek életrajza tekintetében. Várostörténeti kutatásaiban felállított és kidolgozott egy úgynevezett „centralitásipont-rendszert”, amelyet az összehasonlító vizsgálatoknál alkalmaznak.  Ennek segítségével kvantitatív (mennyiségi) elemzés is elvégezhető.
A középkori várostörténet és a Mátyás-kori Magyarország neves kutatója, több tanulmányban is annak a lehetőségéről írt, hogy Mátyás király családja román eredetű lehetett.

## Díjai, elismerései
- Pro civitate Austriae (1992)
- Szűcs Jenő-díj (1997)
- Eötvös József-koszorú (1999)

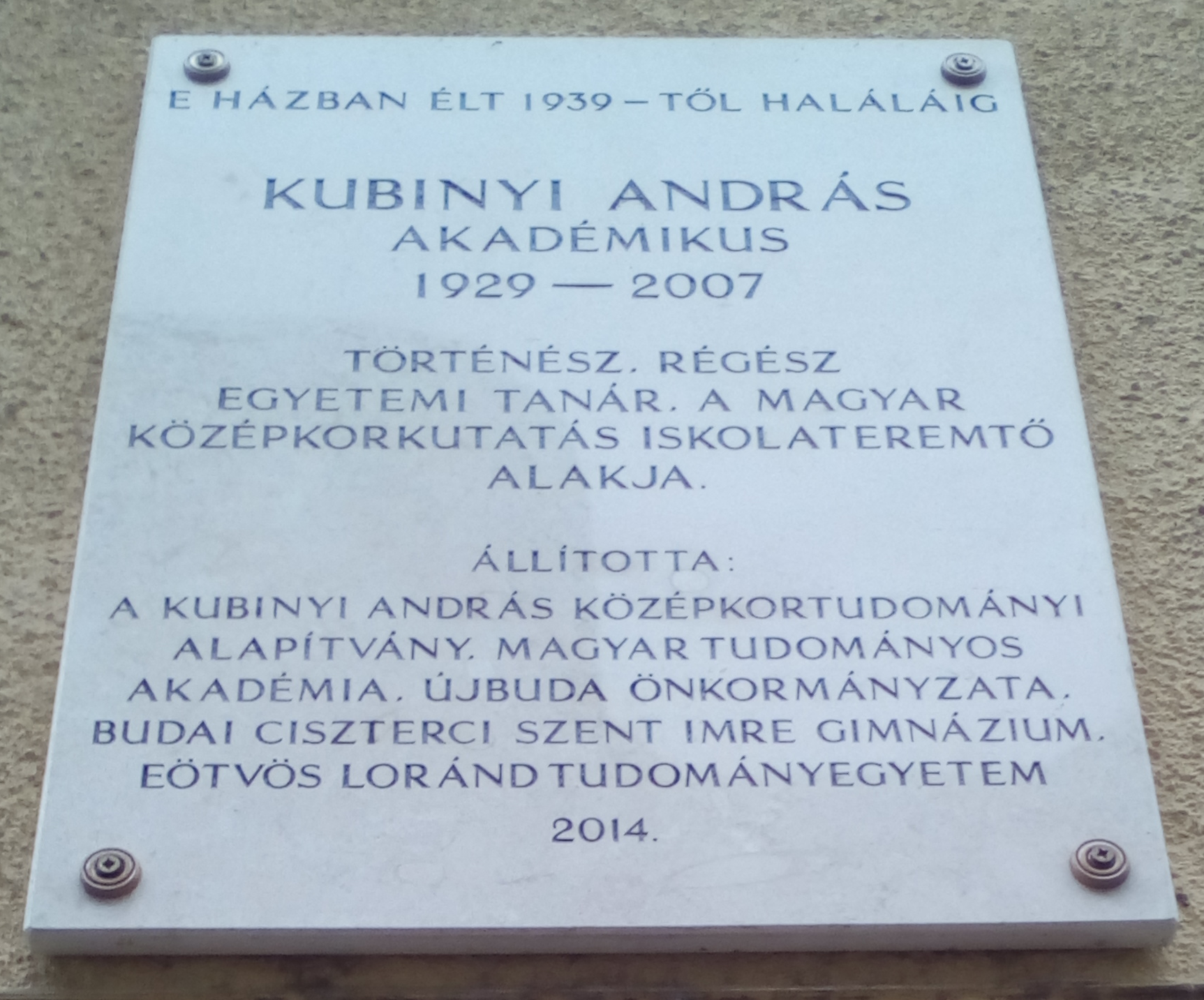
Emléktáblája egykori lakhelyén (XI. ker., Bercsényi utca 6)

- a Miskolci Egyetem díszdoktora (1999)
- Magyar Felsőoktatásért Emlékplakett (2001)

## Emlékezete
Kubinyi András özvegye, Valter Ilona és munkatársai 2008-ban létrehozták a Kubinyi András Középkortudományi Alapítványt, melynek célja Kubinyi emlékének ápolása, és a professzor történettudomány iránti elhivatottságának továbbörökítése. Az alapítvány emléktáblát állíttatott abban a XI. kerületi házban, ahol Kubinyi lakott és Kubinyi András-díj, valamint ifjúsági díj néven elismerő díjat alapított, melyre minden évben pályázhatnak a publikációt megjelentető középkortörténészek.
| Év   | Kubinyi András-díj              | elismerő oklevél                                                                 | Kubinyi András Ifjúsági Díj |
| ---- | ------------------------------- | -------------------------------------------------------------------------------- | --------------------------- |
| 2010 | Neumann Tibor                   | Gulyás László Szabolcs                                                           |                             |
| 2011 | Mészáros Orsolya                | megosztott 2. díj: Horváth Richárd Mordovin Maxim oklevél: Szabó Noémi Gyöngyvér |                             |
| 2012 | Antonín Kalous                  | Goda Károly Keglevich Kristóf                                                    | Szakálos Éva                |
| 2013 | K. Németh András                | Weisz Boglárka Endrődi Gábor                                                     | Gál Judit                   |
| 2014 | Weisz Boglárka                  | Gáll Erwin                                                                       | Vadas András                |
| 2015 | Szaszkó Elek                    |                                                                                  | Pető Zsuzsa                 |
| 2016 | Botár István                    | Lyublyanovics Kyra Nemes Gábor                                                   |                             |
| 2017 | Bácsatyai Dániel                | Csákó Judit Szőcs Tibor                                                          | Herbst Anna                 |
| 2018 | Máté Ágnes                      |                                                                                  | Rudolf Veronika             |
| 2019 | Kuffart Hajnalka Mordovin Maxim |                                                                                  | Csermelyi József            |
| 2020 | Lakatos Bálint                  |                                                                                  |                             |
| 2021 | Kádas István                    | Vargha Mária                                                                     | Rakonczay Rita              |
| 2022 | Bartók Zsófia Ágnes             | Csermelyi József Csiba Balázs                                                    | Martus Nikoletta            |
| 2023 | Veszprémy Márton                | Bíró Gyöngyvér Somogyi Szilvia                                                   | Font Ágnes                  |
| 2024 | Katona Csete                    | Rudolf Veronika Ribi András                                                      | Rácz Bernát                 |
| 2025 | Orsós Julianna                  | Pető Zsuzsa Pomázi-Horváth Viktória                                              | Megyesi Ákos                |

Emlékét őrzi a 2011 júniusában a Pázmány Péter Katolikus Egyetemen megalakult, az intézmény történész hallgatói tudományos munkásságának elősegítését célul kitűző Kubinyi András Történész Műhely is.

## Főbb publikációi
- Die Anfänge Ofens (1972)
- Budapest története a későbbi középkorban Buda elestéig (1973)
- Magyarország története 1301–1526 (Engel Pállal és Kristó Gyulával, 1998)
- König und Volk im spätmittelalterlichen Ungarn. Städteentwicklung, Alltagsleben und Regierung im mittelalterlichen Ungarn (1998)
- Matthias Corvinus. Die Regierung eines Königreichs in Ostmitteleuropa 1458–1490 (1999)
- Főpapok, egyházi intézmények és vallásosság a középkori Magyarországon (1999)
- Városfejlődés és vásárhálózat a középkori Alföldön és az Alföld szélén (2000)
- Mátyás király (2001)
- Nándorfehérvártól Mohácsig: A Mátyás- és a Jagelló-kor hadtörténete (2007)